# Деан, Станислас
Станислас Деа́н (фр. Stanislas Dehaene; род. 12 мая 1965, Рубе, Франция) — французский нейробиолог. Труды посвящены исследованиям процессов обработки числовых и текстовых данных в мозгу человека с использованием нейровизуализации.
Член Французской академии наук (2005), Папской академии наук (2008), иностранный член Национальной академии наук США и Американского философского общества (обеих - с 2010).
Первоначально изучал математику и окончил Ecole Normale Supérieure (1984).
Степень доктора философии по когнитивной психологии получил в EHESS в 1989 году.
С 2005 года преподает в Коллеж де Франс, где занимает кафедру экспериментальной когнитивной психологии.
Член EMBO (2014).

## Награды
- Jean-Louis-Signoret-Preis[нем.] (2001)
- Золотая медаль Пия XI (2002)
- Премия Хейнекена (2008)
- Prix Roger de Spoelberch[нем.] (2012)
- Brain Prize (2014)
- Rumelhart-Preis[нем.] (2020)
- Atkinson Prize in Psychological and Cognitive Sciences[нем.] (2024)
- Lewis Thomas Prize[англ.] (2025)

## Работы
Публикации на русском языке
- Станислас Деан. Сознание и мозг : как мозг кодирует мысли = Consciousness and the Brain: Deciphering How the Brain Codes Our Thoughts / перевод с английского: Ирина Ющенко. — М.: Карьера Пресс, 2018. — 415 с. — ISBN 978-5-00074-192-4.
- Станислас Деан. Как мы учимся. Почему мозг учится лучше, чем любая машина… пока = How We Learn: Why Brains Learn Better Than Any Machine ... for Now / перевод с английского А. А. Чечиной. — М.: Бомбора, 2021. — 348 с. — ISBN 978-5-04-113024-4.
- Станислас Деан. Прямо сейчас ваш мозг совершает подвиг: как человек научился читать и превращать слова на бумаге в миры и смыслы = Reading in the Brain. — Москва: Эксмо, 2022. — 400 с. — ISBN 978-5-04-114203-2.